# سیمون فراری (بازیکن فوتبال)
سیمون فراری (انگلیسی: Simone Ferrari؛ زادهٔ ۱۳ مهٔ ۱۹۹۹) بازیکن فوتبال است.
از باشگاه‌هایی که در آن بازی کرده‌است می‌توان به باشگاه فوتبال یو. اس. پرگولیتزه اشاره کرد.